# Oceanisch kampioenschap voetbal vrouwen 1986
Het OFC Vrouwen Kampioenschap 1986 was de tweede editie van het OFC Vrouwen Kampioenschap. Het voetbaltoernooi werd gehouden van 29 maart tot en met 5 april 1986 en vond plaats in Christchurch, Nieuw-Zeeland. Het werd gewonnen door het Taiwanees voetbalelftal.
Het toernooi met vier deelnemers werd in een groepsfase afgewerkt, waarbij elk team één keer tegen de drie andere deelnemers uitkwam. De nummers één en twee van de groep speelden in een finale wedstrijd om de titel en de nummers drie en vier speelden nog een wedstrijd om de derde plaats.
Door de late terugtrekking van Papoea-Nieuw-Guinea werd ook Nieuw-Zeeland B ingezet.

## Teams
- Australië
- Chinees Taipei
- Nieuw-Zeeland
- Nieuw-Zeeland B

## Groepsfase
| Land            | Wed | Win | Gel | Ver | DV | DT | +/- | Pnt |
| --------------- | --- | --- | --- | --- | -- | -- | --- | --- |
| Chinees Taipei  | 3   | 3   | 0   | 0   | 4  | 1  | 3   | 6   |
| Australië       | 3   | 2   | 0   | 1   | 3  | 2  | 1   | 4   |
| Nieuw-Zeeland   | 3   | 1   | 0   | 2   | 3  | 3  | 0   | 2   |
| Nieuw-Zeeland B | 3   | 0   | 0   | 3   | 1  | 5  | -4  | 0   |

## Wedstrijdresultaten
| Nieuw-Zeeland B | 0-1 | Chinees Taipei  |  |
| Nieuw-Zeeland   | 0-1 | Australië       |  |
| Chinees Taipei  | 1-0 | Australië       |  |
| Nieuw-Zeeland   | 2-0 | Nieuw-Zeeland B |  |
| Nieuw-Zeeland   | 1-2 | Chinees Taipei  |  |
| Nieuw-Zeeland B | 1-2 | Australië       |  |

## Om derde plaats
| Nieuw-Zeeland | 0-0 ns (3-1) | Nieuw-Zeeland B |  |

## Finale
| Chinees Taipei | 4-1 | Australië |  |

| Kampioen: Chinees Taipei (1e titel) |